# Даніель Бего
Даніель Бего (18 вересня 1989) — малайзійський плавець.
Учасник Олімпійських Ігор 2008 року.
Переможець Ігор Південно-Східної Азії 2003, 2005, 2007, 2009, 2013 років.